# Комишуватська сільська рада (Новоукраїнський район)
| Комишуватська сільська рада — колишній орган місцевого самоврядування у Новоукраїнському районі Кіровоградської області з адміністративним центром у с. Комишувате. Сільській раді були підпорядковані населені пункти: - с. Комишувате - с. Водяне - с. Софіївка |

## Склад ради
Рада складалася з 12 депутатів та голови.

### Керівний склад ради
| ПІБ                    | Основні відомості                                                 | Дата обрання | Дата звільнення |
| ---------------------- | ----------------------------------------------------------------- | ------------ | --------------- |
| Дащук Микола Євгенович | Сільський голова, 1958 року народження, освіта, безпартійний      | 26.03.2006   | 31.10.2010      |
| Дащук Микола Євгенович | Сільський голова, 1958 року народження, освіта вища, безпартійний | 31.10.2010   | 04.03.2014      |

Примітка: таблиця складена за даними джерела

## Населення
Згідно з переписом УРСР 1989 року чисельність наявного населення сільської ради становила 1742 особи, з яких 820 чоловіків та 922 жінки.
За переписом населення України 2001 року в сільській раді мешкали 1473 особи.

### Мова
Розподіл населення за рідною мовою за даними перепису 2001 року:
| Мова       | Відсоток |
| ---------- | -------- |
| українська | 96,54 %  |
| російська  | 2,58 %   |
| молдовська | 0,82 %   |
| білоруська | 0,07 %   |